# Льон бессарабський
Льон бессарабський (Linum basarabicum) — вид квіткових рослин родини льонових (Linaceae).

## Біоморфологічна характеристика
Це однорічна рослина 20—50 см заввишки. Стебла густо облистяні. Нижні стеблові листки довгасто-еліптичні, до основи поступово звужені в коротку ніжку, на верхівці гострі, верхні листки ланцетні, коротко загострені; приквітки вузько-ланцетні, майже шилоподібні, на краю з плескатими війками. Чашолистки з тонким шилуватим закінченням, на краю перетинчасті, війчасті. Пелюстки 13–20 мм завдовжки, з коротким нігтиком, у 2–2.5 раза довші від чашолистків. Квітки в кількості 2–20(25), жовті, зібрані в щиткоподібне суцвіття. Плід — куляста коробочка з коротким вістрям на верхівці. Цвіте у червні–липні. Плодоносить у серпні.

## Поширення
Росте в Україні та Молдові.
В Україні росте на степових схилах з вапняковим підґрунтям і вапнякових гіпсових і сланцевим відслоненням — у західному Лісостепу (у басейні Дністра), нерідко. У ЧКУ має статус «неоцінений».